# Santa Terezinha (Mato Grosso)
Santa Terezinha est une municipalité brésilienne située dans l'État du Mato Grosso.